# Michał Pazdan
Michał Pazdan (Krakkó, 1987. szeptember 21. –) lengyel válogatott labdarúgó, a Jagiellonia Białystok hátvédje.